# Nanophyllium hasenpuschi
Nanophyllium hasenpuschi är en insektsart som beskrevs av Brock och Detlef Grösser 2008. Nanophyllium hasenpuschi ingår i släktet Nanophyllium och familjen Phylliidae. Inga underarter finns listade i Catalogue of Life.